# Elis Guri
Elis Guri (* 6. Juli 1983 in Shkodra, Albanien) ist ein albanisch-bulgarischer Ringer. Er wurde 2011 für Bulgarien Weltmeister im freien Stil im Halbschwergewicht.

## Werdegang
Elis Guri begann im Jahre 1997 mit dem Ringen, wobei er sich auf den griechisch-römischen Stil konzentrierte. Er wurde dazu Mitglied des Sportklubs KS Vllaznia Shkodra. Nach ersten Erfolgen im nationalen Bereich wechselte er zum Sportklub Partizan Tirana. Guri, ein kräftig gebauter, 1,89 Meter großer Athlet rang im Juniorenalter zunächst im Mittelgewicht, wechselte aber bald in das Halbschwergewicht, der Gewichtsklasse, in der er seit 2003 ringt.
In den ersten Jahren seiner internationalen Karriere, die im Jahre 2002 mit der Teilnahme an der Junioren-Europameisterschaft in Subotica begann und bei der er im Mittelgewicht den 21. Platz belegte, hielten sich seine Erfolge zunächst in Grenzen. Im Jahre 2003 startete er erstmals bei einer Weltmeisterschaft der Senioren. Dabei verlor er in Créteil im Halbschwergewicht beide Kämpfe, die er bestritt und kam nur auf den 37. Platz.
Einen ersten Sprung nach vorne machte er im Jahre 2007. Er kam in diesem Jahr bei der Weltmeisterschaft in Baku auf den 7. Platz und besiegte dabei u. a. immerhin den russischen Meister Wassili Teplouchow. Bei der Europameisterschaft 2008 in Tampere erkämpfte er sich dann mit dem 3. Platz seine erste Medaille bei einer internationalen Meisterschaft. Er verlor dort zwar gegen Mirko Englich aus Deutschland nach Punkten. Da dieser aber das Finale erreichte, konnte Elis Guri in der Trostrunde weiterringen und sich mit einem Sieg über Heiki Nabi aus Estland eine Bronzemedaille sichern. Dieser 3. Platz brachte ihm gleichzeitig die Startberechtigung für das albanische Team an den Olympischen Spielen 2008 in Peking. In Peking besiegte er in seinem ersten Kampf den ehemaligen Olympiasieger Karam Ibrahim aus Ägypten. Er verlor dann aber seine nächsten Kämpfe gegen Mirko Englich und Han Tae-young aus Südkorea und belegte schließlich den 8. Platz.
Im Jahre 2009 entschloss sich Elis Guri aus wirtschaftlichen Gründen nach Bulgarien zu gehen und künftig für dieses Land zu starten. Er musste dort zwei Jahre lang auf die Einbürgerung warten und konnte in dieser Zeit an keinen internationalen Meisterschaften teilnehmen. In Bulgarien wurde er Mitglied des Sportklubs Litex Lowetsch. Sein Trainer wurde Bratan Zenow. Gleichzeitig rang er auch in der deutschen Bundesliga für den KSV Köllerbach.
Im Jahre 2011 wurde er vor Wladyslaw Metodiew und Hussein Husseinow erstmals bulgarischer Meister und nahm, für Bulgarien startend, an der Europameisterschaft in Dortmund teil. Er besiegte dort im Halbschwergewicht Daigoro Timoncini aus Italien, Rustam Totrow, Russland und Cenk İldem aus der Türkei. Im Halbfinale verlor er Artur Aleksanjan aus Armenien und im Kampf um eine Bronzemedaille besiegte er Martin Nielsen aus Norwegen. Zum Höhepunkt in der Laufbahn von Elis Guri wurden dann die Weltmeisterschaften dieses Jahres in Istanbul. Er besiegte dort Sinisa Hogac aus Kroatien, Robert Awanesjan aus Israel, Rustam Totrow, Mohamad Abd El Fatah aus Ägypten und im Endkampf den erfahrenen Schweden Jimmy Lidberg und wurde damit erstmals Weltmeister.
Bei den Olympischen Spielen 2012 in London konnte er aber seinen Traum von einem Medaillengewinn nicht verwirklichen. Er siegte in London zunächst über Alin Alexuc-Ciurariu aus Rumänien und Soso Jabidse aus Georgien, verlor aber in seinem dritten Kampf gegen Timofei Dseinitschenko aus Belarus. Da dieser das Finale nicht erreicht, schied er aus und belegte nur den 7. Platz.
In den Jahren 2013 und 2014 konnte Elis Guri verletzungsbedingt an keinen Wettkämpfen teilnehmen. 2015 gelang ihm aber ein Comeback. Er startete im September dieses Jahres bei der Weltmeisterschaft in Las Vegas in der Gewichtsklasse bis 98 kg. Er siegte dort über Radoslaw Grzybicki, Polen, Caylor Williams aus den Vereinigten Staaten und Vilius Laurinaitis aus Litauen, verlor dann aber gegen den Olympiasieger von 2012 Ghasem Rezaei aus dem Iran. Im Kampf um eine der Bronzemedaillen unterlag er schließlich auch noch gegen Islam Magomedow aus Russland.
Der 5. Platz bei dieser Weltmeisterschaft reichte für die Qualifikation zu den Olympischen Spielen 2016 in Rio de Janeiro. Beim olympischen Turnier in Rio siegte er in der gleichen Gewichtsklasse über Hamza Haloui aus Algerien und über Revasi Nadareischwili aus Georgien, unterlag aber gegen Fredrik Schön aus Schweden. Da Schön das Finale nicht erreichte, schied Elis Guri aus und kam auf den 7. Platz.
Danach beendete er seine Ringerkarriere.
Am 21. Oktober 2018 wurde Elis Guri in Shkodra/Albanien von der dortigen Polizei wegen des Verdachts auf Drogenhandel verhaftet. Zwei Wochen später wurde er von einem Berufungsgericht unter Auflagen auf freien Fuß gesetzt.

## Internationale Erfolge
| Jahr | Platz | Wettbewerb                                      | Gewichtsklasse | Ergebnis |
| 2002 | 21.   | Junioren-EM in Subotica                         | Mittel         | Sieger: Balasz Kiss, Ungarn vor Theodoros Tounousidis, Griechenland |
| 2003 | 10.   | Junioren-WM in Istanbul                         | Halbschwer     | nach Niederlage gegen Andrzej Deberney, Polen und Siegen über Mirja Sedmak, Slowenien und Lee, Südkorea                                                                                              |
| 2003 | 37.   | WM in Créteil                                   | Halbschwer     | nach Niederlagen gegen Konstantinos Thanos, Griechenland und Ali Nadin Salman, Irak |
| 2004 | 13.   | Olympia-Qualif.-Turnier in Novi Sad             | Halbschwer     | Sieger: Ernesto Peña, Kuba vor Mindaugas Ežerskis, Litauen |
| 2005 | 6.    | Mittelmeer-Spiele in Almería                    | Halbschwer     | Sieger: Karam Ibrahim, Ägypten vor Georgios Koutsioubas, Griechenland |
| 2006 | 21.   | EM in Moskau                                    | Halbschwer     | nach einer Niederlage gegen Wassili Teplouchow, Russland |
| 2006 | 17.   | WM in Guangzhou                                 | Halbschwer     | nach einer Niederlage gegen Theodoros Tounousidis |
| 2007 | 20.   | EM in Sofia                                     | Halbschwer     | nach einer Niederlage gegen Taisto Lalli, Finnland |
| 2007 | 7.    | WM in Baku                                      | Halbschwer     | nach Siegen über Wladimir Radosavljevic, Montenegro, Mitja Sedmak u. Wassili Teplouchow und Niederlagen gegen Ramas Nosadse, Georgien und Marek Švec, Tschechien                                     |
| 2008 | 3.    | EM in Tampere                                   | Halbschwer     | nach einem Sieg über Mitja Sedmak, einer Niederlage gegen Mirko Englich, Deutschland (1:2 Runden, 4:5 Punkte) und Siegen über Wladimir Radosavljevic, Ahmet Tacyldiz, Türkei und Heiki Nabi, Estland |
| 2008 | 5.    | Dan Kolow-Nikola Petrow-Turnier in Sofia        | Halbschwer     | hinter Kalojan Dintschew u. Wladislaw Metodiew, bde. Bulgarien, Mehmet Özal, Türkei u. Rustam Totrow, Russland                                                                                       |
| 2008 | 8.    | OS in Peking                                    | Halbschwer     | nach Sieg über Karam Ibrahim u. Niederlagen gegen Mirko Englich u. Han Tae-young, Südkorea |
| 2011 | 1.    | Dave-Schultz-Memorial in Colorado Springs       | Halbschwer     | vor Andrea Minguzzi, Italien u. Robert Smith, USA |
| 2011 | 1.    | Dan Kolow-Nikola Petrow-Turnier in Burgas       | Halbschwer     | vor Georgios Koutsioubas, Justin Ruiz, USA u. Saso Jabidse, Georgien |
| 2011 | 3.    | EM in Dortmund                                  | Halbschwer     | nach Siegen über Daigoro Timoncini, Italien, Rustam Totrow u. Cenk İldem, Türkei, einer Niederlage gegen Artur Aleksanjan, Armenien u. einem Sieg über Martin Nielsen, Norwegen                      |
| 2011 | 9.    | Wladyslaw-Pytlasinski-Mem. in Radom             | Halbschwer     | Sieger: Rustam Totrow vor Timofei Dseinitschenko, Belarus |
| 2011 | 1.    | WM in Istanbul                                  | Halbschwer     | nach Siegen über Sinisa Hogac, Kroatien, Robert Awanesjan, Israel, Rustam Totrow, Mohamad Abd El Fatah, Ägypten und Jimmy Lidberg, Schweden                                                          |
| 2011 | 3.    | "Moscow Lights" in Moskau                       | Halbschwer     | hinter Nikita Melnikow und Rustam Totrow, bde. Russland |
| 2012 | 6.    | Welt-Cup in Saransk                             | Halbschwer     | Sieger: Schalwa Gadabadse, Georgien vor György Rizmajer, Ungarn |
| 2012 | 7.    | OS in London                                    | Halbschwer     | nach Siegen über Alin Alexuc-Ciurariu, Rumänien und Soso Jabidse, Georgien und Niederlage gegen Timofei Dseinitschenko, Belarus                                                                      |
| 2015 | 7.    | Dan Kolow & Nikola Petrow-Turnier in Sofia      | bis 98 kg      | Sieger: Artur Aleksanjan, Armenien vor Daigoro Timoncini, Italien |
| 2015 | 10.   | Wladyslaw-Pytlasinski-Turnier in Warschau       | bis 98 kg      | Sieger: Ghasem Rezaei, Iran vor Peter Oehler, Deutschland |
| 2015 | 5.    | WM in Las Vegas                                 | bis 98 kg      | nach Siegen über Radoslaw Grzybicki, Polen, Caylor Williams, USA und Vilius Laurinaitis, Litauen und Niederlagen gegen Ghasem Rezaei und Islam Magomedow, Russland                                   |
| 2016 | 2.    | Dan Kolow & Nikola Petrow-Turnier in Sofia      | bis 98 kg      | hinter Artur Aleksanjan, vor Luillys Perez, Venezuela und Amir Hossein Hosseini, Iran |
| 2016 | 17.   | EM in Riga                                      | bis 98 kg      | nach einer Niederlage gegen Daniel Gastl, Österreich |
| 2016 | 16.   | "Wladyslaw-Pytlasinski"-Memorial in Spala/Polen | bis 98 kg      | Sieger: Mahdi Abbas Aliyari Feyzabadi, Iran |
| 2016 | 7.    | OS in Rio de Janeiro                            | bis 98 kg      | nach Siegen über Hamza Haloui, Algerien und Revasi Nadareischwili, Georgien und einer Niederlage gegen Frederik Schön, Schweden                                                                      |

Erläuterungen
- alle Wettkämpfe im griechisch-römischen Stil
- OS = Olympische Spiele, WM = Weltmeisterschaften, EM = Europameisterschaften
- Mittelgewicht, 2002 bis 85 kg, Halbschwergewicht, von 2002 bis 2013 bis 96 kg Körpergewicht; nach einer Gewichtsklasenreform durch den Ringer-Weltverband UWW (United World Wrestling) gilt seit 1. Januar 2014 eine neue Gewichtsklasseneinteilung